# Biantessus vertebralis
Biantessus vertebralis is een hooiwagen uit de familie Biantidae. De wetenschappelijke naam van Biantessus vertebralis gaat terug op Lawrence.